# 海天中轉大樓

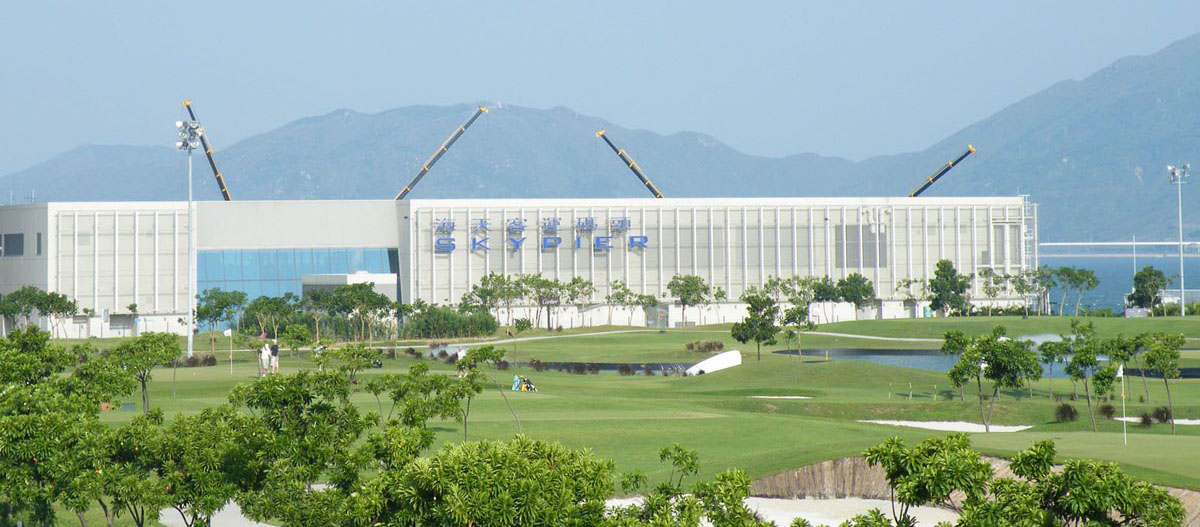
海天客運碼頭（2011年）

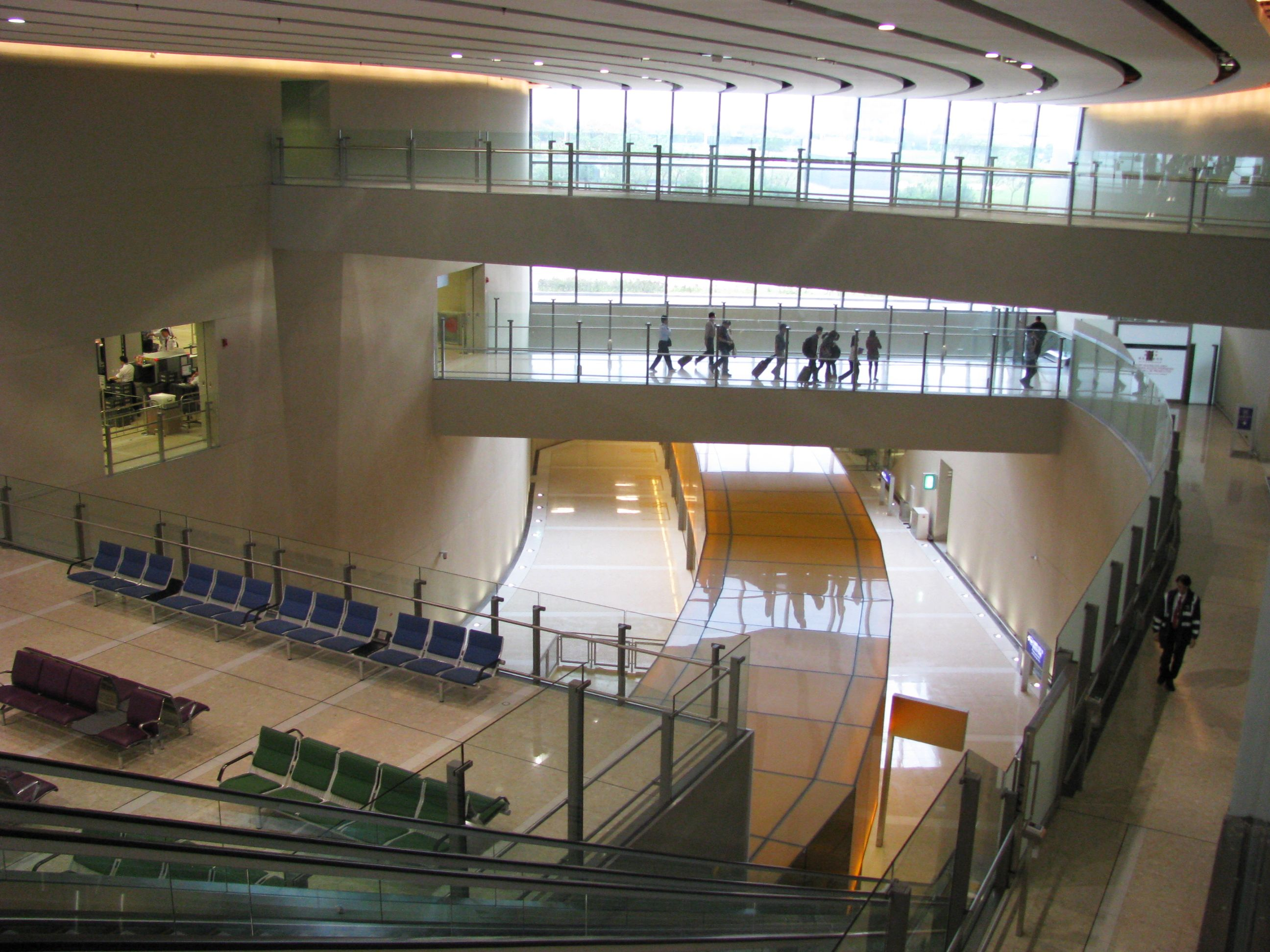
碼頭大堂

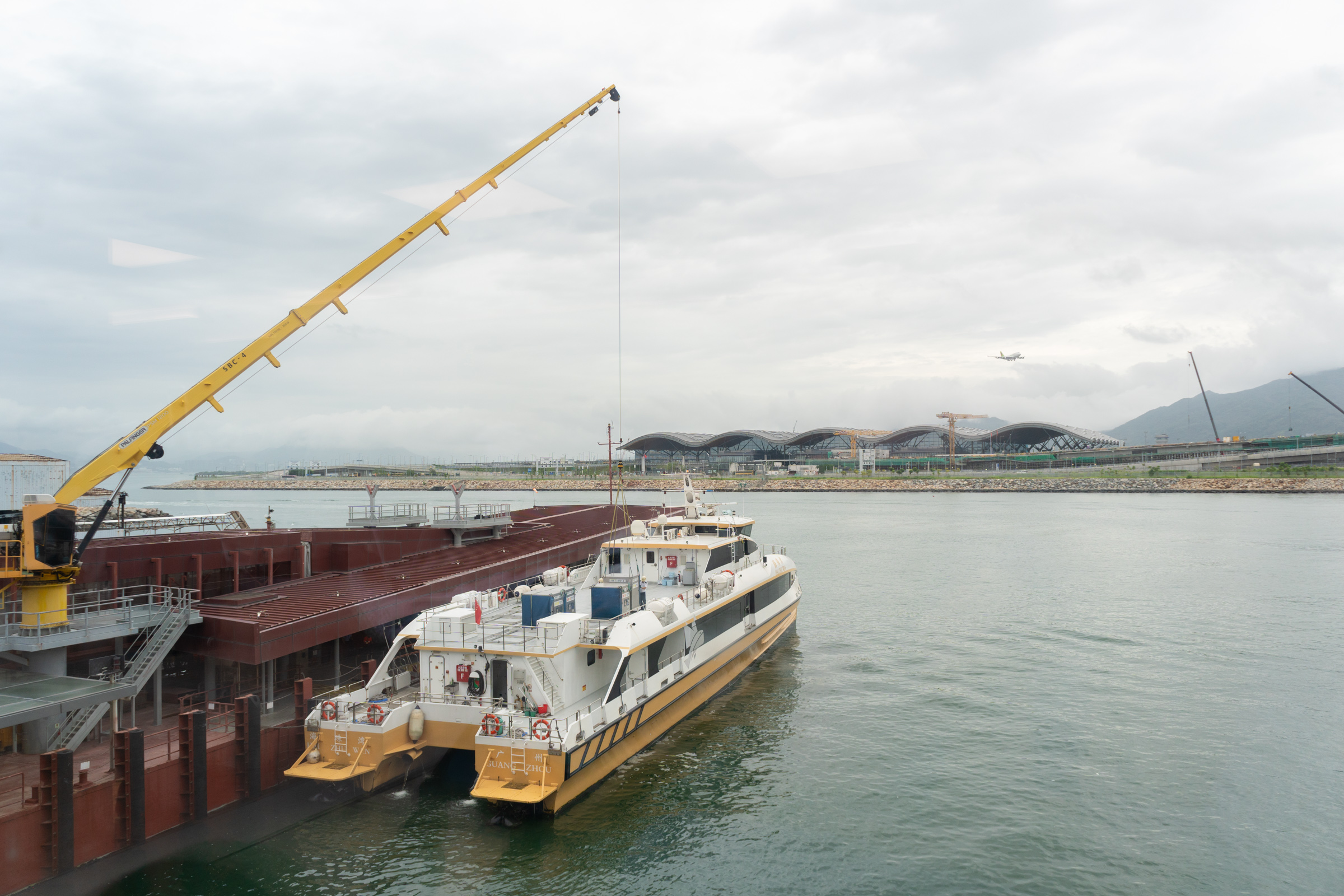
碼頭泊位（2025年）

海天中轉大樓（英語：SkyPier Terminal）（前稱海天客運碼頭）是香港國際機場的過境渡輪碼頭，位於機場東北面，提供與機場的「海空及陸空聯運」服務。碼頭於2009年12月15日試業，並於2010年1月15日正式啟用。海天中轉大樓客車服務於2023年8月30日啟用。
來自廣東省珠江三角洲其他城市及澳門的旅客若要乘搭香港國際機場航班，先在當地辦理出境手續然後乘坐渡輪或乘坐海天中轉大樓客車到達此大樓，無需辦理入境香港手續即可乘坐旅客捷運系統進入機場管制區域登機；乘搭航班抵達然後轉搭渡輪或海天中轉大樓客車離開香港亦可。由於海天中轉大樓屬於機場禁區範圍，目前只服務乘坐飛機抵達或離開香港國際機場的過境旅客，沒有提供其他境內與境外渡輪航線或巴士路線。

## 概覽
海天中轉大樓由香港國際機場碼頭服務有限公司營運，此公司是由珠江船務企業（集團）有限公司及信德中旅國際物流投資有限公司組成。目前有59家航空公司參與提供辦理登機手續服務，每天共有近70個班次。
海天中轉大樓的永久化工程於2009年完成，設有4個泊位（泊位3、4、5、6），另外設有預留位置供未來擴建至8個泊位。旅客乘坐渡輪抵達香港國際機場後，便會進入海天中轉大樓的轉機層（3樓），在辦理有關的轉機手續及保安檢查後，便能直接前往位於第一層的捷運月台乘搭列車經二號客運大樓前往東大堂登機。
而飛抵香港機場要前往珠三角的旅客，只需在一號客運大樓轉機區E2購買船票，再於旅客捷運系統的閘口掃描船票及確認行李處理的情況，便可直接乘坐旅客捷運系統前往海天中轉大樓登船，過程中毋須在香港國際機場辦理出入境手續之餘，旅客的行李也會直接托運至珠三角目的地的碼頭。

## 歷史
碼頭前身是赤鱲角碼頭，為境內碼頭，提供來往屯門、大澳及沙螺灣的渡輪（在赤鱲角島填海興建新機場之前，已有街渡來往屯門青山灣（嘉道理碼頭）及大嶼山東涌（馬灣涌））；碼頭於2003年開始改作境外服務，原有的渡輪服務則移往東涌新發展碼頭。
永久化工程於2007年開始，原定於2008年完成，但因為工地下方發現大規模斷層，工程要延至2009年年底才竣工。完工後，旅客捷運系統已延伸至海天中轉大樓。新碼頭已於2009年12月15日試業，並於2010年1月15日正式啟用。
2017年，香港機場管理局於海天客運大樓南面興建一座多式聯運中轉客運大樓，及一條360米的封閉式行車橋，供由珠海或澳門經港珠澳大橋的旅客前往香港國際機場禁區轉飛海外，而海外旅客亦可經大橋由香港機場直接前往大橋珠海及澳門口岸，相關工程於2019年完工。
2022年5月18日，政府憲報刊登《2022年飛機乘客離境稅條例（修訂附表2）令》，訂明使用港珠澳大橋經海天中轉大樓抵達香港國際機場轉機的過境乘客，將獲豁免繳交飛機乘客離境稅。有關豁免將配合海天中轉大樓於2023年啟用。
2023年8月30日，耗資33.8億港元興建的海天中轉大樓正式運作，乘客毋須辦理出入境及海關手續出入香港國際機場禁區。同日起海天中轉大樓客車（香港國際機場中轉巴士）澳門線正式試運，位於澳門口岸的預辦登機服務中心同日起正式運作。2023年12月12日，海天中轉大樓客車开设珠海线。

## 設施
- 5/F - 海天中轉大樓客車上下車區

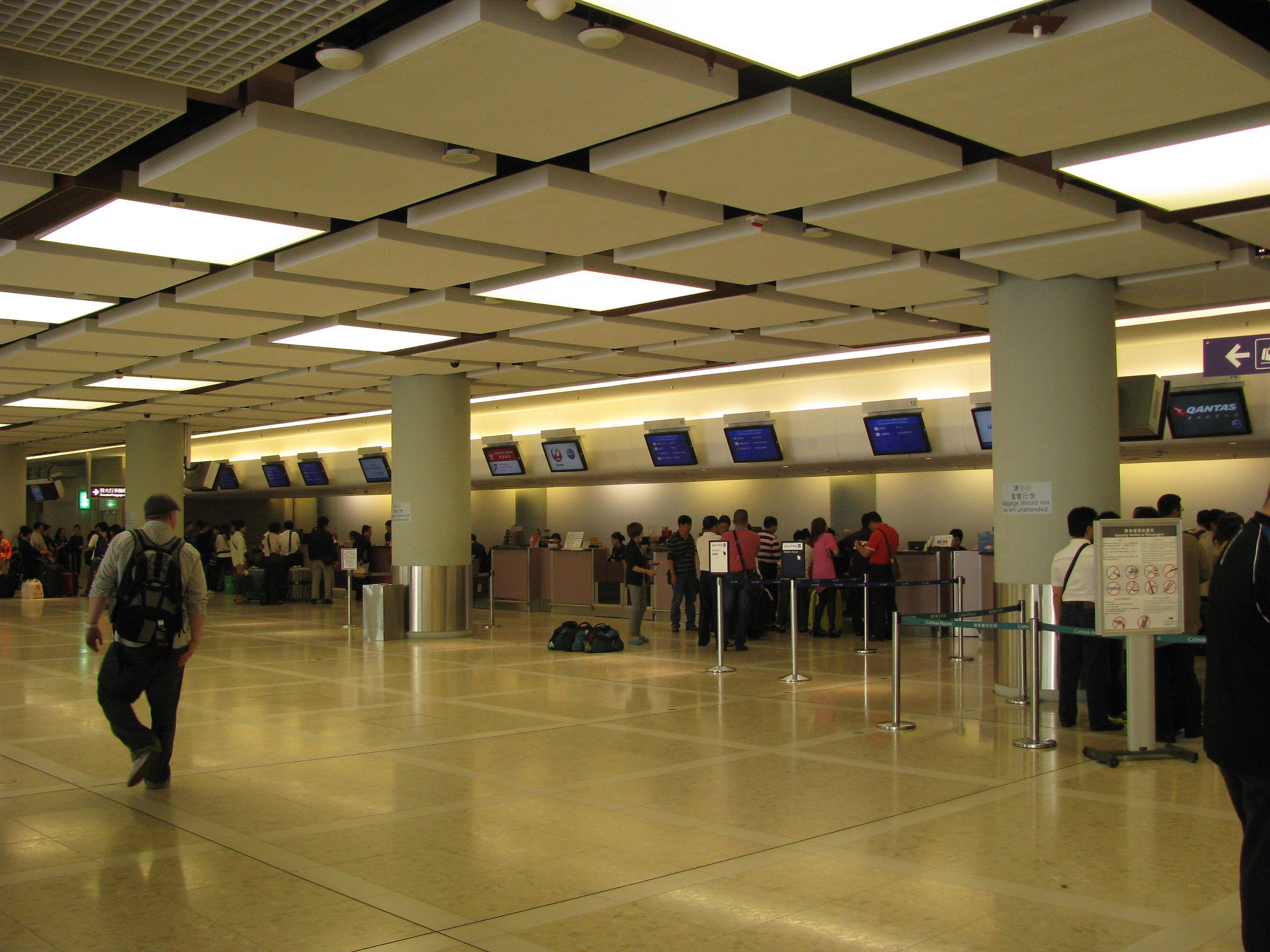
碼頭旅客登記櫃枱

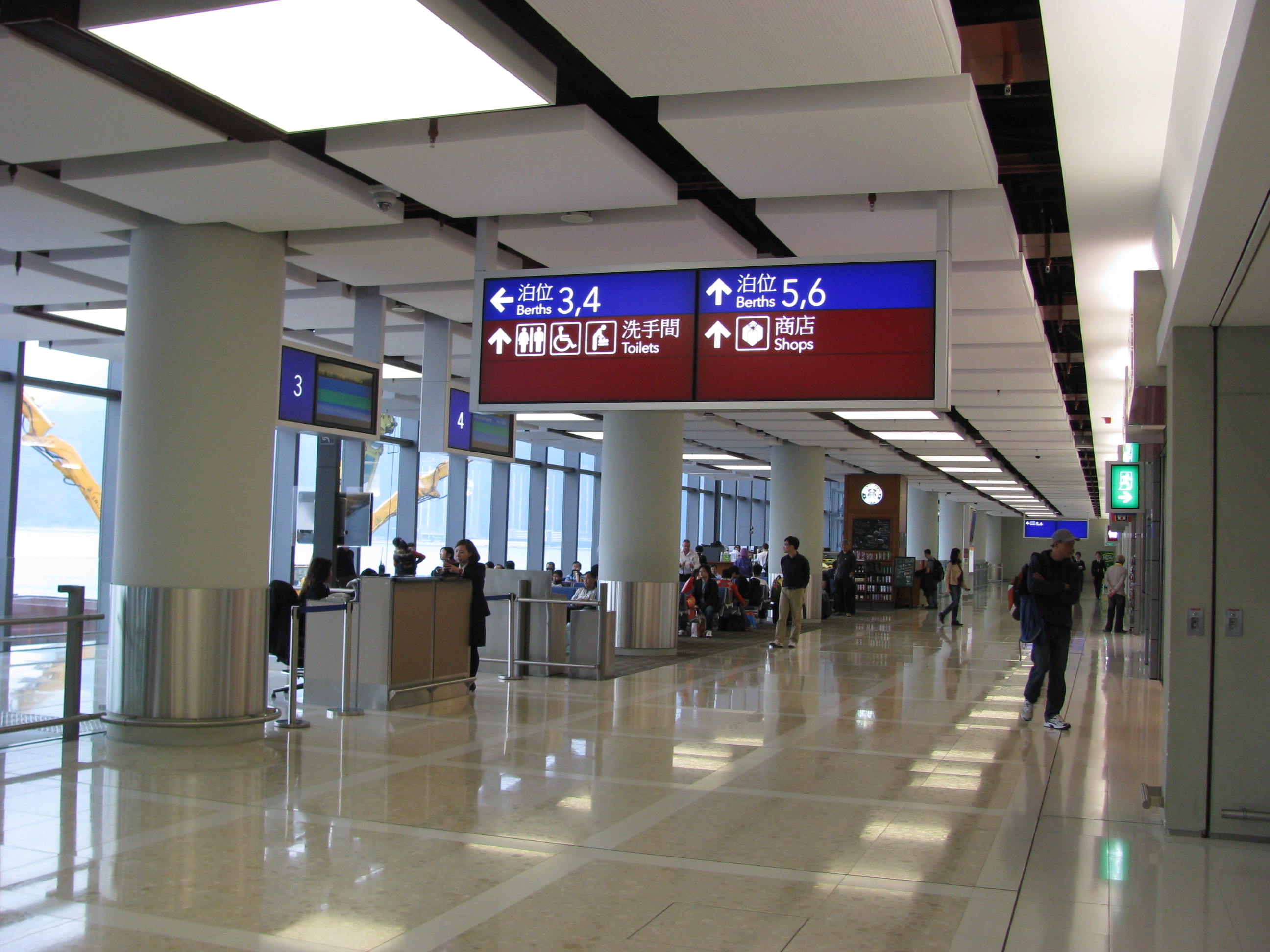
登船泊位閘口等侯區（2012年）

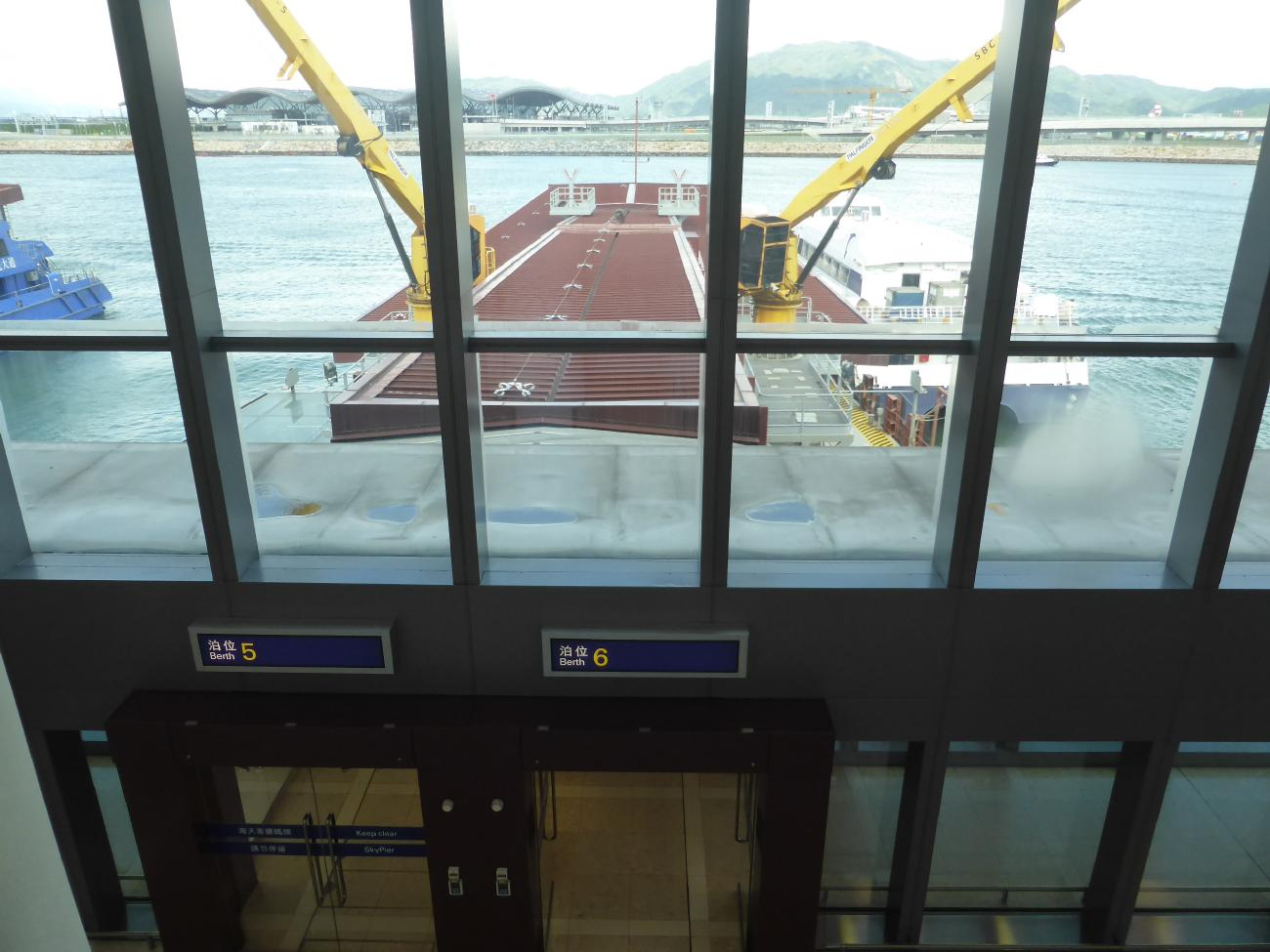
登船泊位閘口（2019年）

- 4/F - 登船大堂：商店、登船泊位3-6
- 3/F - 抵達大堂：下船泊位3-6、航空公司登機櫃檯、認領行李區、離境退稅櫃檯、保安保安檢查區
- 2/F - 行李處理區
- 1/F - 旅客捷運系統月台

## 航線

### 海上客運
現時，海天中轉大樓由下列3間公司開設12條海上客運航線，包括：
珠江客運
- 海天中轉大樓 ↔ 中山中山港
- 海天中轉大樓 ↔ 深圳蛇口郵輪中心
- 海天中轉大樓 ↔ 東莞虎門太平港
- 海天中轉大樓 ↔ 珠海九洲港(目前暫停)
- 海天中轉大樓 ↔ 深圳机场碼頭（深圳寶安國際機場）
- 海天中轉大樓 ↔ 廣州蓮花山港（目前暫停）（可在蓮花山港搭乘巴士前往广州东站汽车客运站香港国际机场城市候机楼[12]）
- 海天中轉大樓 ↔ 廣州南沙客運港
- 海天中轉大樓 ↔ 廣州琶洲港

噴射飛航
- 海天中轉大樓 ↔ 澳門外港客運碼頭
- 海天中轉大樓 ↔ 澳門氹仔客運碼頭(目前暫停)

金光飛航
- 海天中轉大樓 ↔ 澳門氹仔客運碼頭(目前暫停)

### 中轉巴士
海天中轉大樓客車（澳門-香港機場直達／珠海-香港機場直達）
- 海天中轉大樓 ↔ 港珠澳大橋澳門邊檢大樓
- 海天中轉大樓 ↔ 港珠澳大橋珠海公路口岸

## 現況
香港政府當局曾承諾在海天中轉大樓為非過境旅客提供跨境渡輪服務的建議，以為東涌社區帶來附帶經濟利益，創造更多營商及就業機會。但機場管理局則表示基於保安理由，碼頭不會開放予非過境旅客使用。
隨着港珠澳大橋於2018年10月24日通車，機場管理局已經在2019年1月於碼頭以南開始加建多式聯運中轉大樓，連接中轉大樓及香港口岸之封閉行車橋則在2020年7月動工，香港口岸「Park & Fly」停車場、口岸穿梭巴士/旅遊巴士乘客轉乘區於2021年動工，於2023年8月30日正式啟用往返港珠澳大橋澳門邊檢大樓的陸空中轉巴士服務（海天中轉大樓客車）。

## 外部連結
- 海天客運碼頭（页面存档备份，存于）